# 川柳川柳
川柳 川柳（かわやなぎ せんりゅう、1931年3月23日 - 2021年11月17日）は、埼玉県秩父郡横瀬町生まれの落語協会所属の落語家。本名：加藤 利男（かとう・としを）。軍歌やジャズやラテン音楽を取り入れた音曲噺の新作落語を得意とし、「寄席の名物男」「落語界のアイ・ジョージ」などと呼ばれた。酒癖の悪さでも知られた。

## 経歴
1946年、横瀬高等小学校を卒業した後、父の勧めで東京に出てさまざまな職業につく。1951年頃から兄が経営する酒販店に住み込みで勤めた。この時に酒の味を覚え、入門後に度々泥酔騒動をおこす契機となる。
1955年8月、六代目三遊亭圓生に入門、大師匠四代目橘家圓蔵の前座名であるさん生を名乗る。さん生を名乗る落語家は、柳家・翁家・三遊亭で7人前後確認されている。
1958年3月、二ツ目に昇進。1959年、東宝「落語勉強会」メンバーに選ばれるが騒動が起き、巻き込まれる形で除名される。新作落語へ転向するきっかけとなった。1960年代に「ラ・マラゲーニャ」を高座で披露したのをきっかけにテレビの仕事が増える。一方古典落語至上主義の圓生と溝ができ始める。
1974年3月、兄弟子五代目三遊亭圓楽のとりなしもあり、集団真打昇進（第二弾）の1人として三升家勝彌、橘家圓平、三代目吉原朝馬、柳家小のぶ、柳家かゑる、三升家勝二、桂小益、林家枝二、柳家さん吉と共に真打昇進。しかし、新作やラテン音楽で売れたさん生に対し、古典落語至上主義であった圓生は最後まで抵抗の意思を捨て切れず、かつ協会による集団真打昇進への抗議のために真打昇進披露などの公式行事に一切参加しなかった。
1978年5月16日から17日にかけて、圓生から新団体「落語三遊協会」設立の説明を受け、落語協会を脱退し圓生についていくことにするが、帰宅後の酒の失敗から一転、落語協会残留へと転向し、圓生より破門を宣告される。五代目柳家小さん門下に移籍。5月28日に、圓生から高座名の返却を電話で要求されたためその日のうちに楽屋で八代目林家正蔵や五代目柳家小さんと相談し、「川柳川柳」と改名する。この名は、名人三代目三遊亭圓馬が破門時に名乗っていた名にあやかったものである（『天下御免の極落語』の「解題」）。さん生は師匠の協会から放逐され破門されたが、三代目三遊亭圓馬もまた、東京の落語界から追放され、師匠初代立花家橘之助から破門されたのである。圓馬はこのとき、従来の名を名乗れず「川柳」と改名、亭号は圓馬の本名の苗字（橋本）を使い、「橋本川柳」と名乗った。これにそのまま倣えば、さん生の本名は「加藤」なので「加藤川柳」となるが、「しくじりを重ねた」という意味をこめて「川柳」を2つ重ね、読み方のみ変え、亭号のみ「かわやなぎ」と訓読みとした。
1997年3月、弟子の川柳つくしが入門し、5月に楽屋入り。2013年9月、つくしが真打に昇進する。
2021年11月17日0時48分、肺炎のため、東京都内の病院で死去。90歳没。故人の遺志により献体され、葬儀やお別れの会はなかった。訃報がマスコミにより公表されたのは19日昼、落語協会サイトに情報が掲載されたのは20日である。

## 芸歴

三遊亭さん生/川柳川柳定紋「三ツ組橘」

- 1955年8月 - 六代目三遊亭圓生に入門、前座名「さん生」[8]。
- 1958年3月 - 二ツ目昇進[9]。
- 1974年3月 - 真打昇進。
- 1978年 - 五代目柳家小さん門下へ移籍、「川柳川柳」と改名。

## 師匠との関係
- 師匠である圓生とさん生は決して相性が悪かったわけではない。さん生は圓生の理想とする噺家像とは異なり、新作落語のみの落語家だっただけである。
- 川柳の著作によれば、圓生はジャズと義太夫を織り交ぜた、さん生のネタ『ジャズ息子』を聴き、さん生に義太夫について色々と教え、ジャズにも強い関心はなかったものの、理解してくれたとある[20]。
- さん生を新作落語へ転向させる原因となった「東宝落語勉強会」は、評論家の飯島友治が半ば無理強いで圓生に願い出た企画で、落語協会・落語芸術協会、双方から選ばれた二ツ目の噺家18人の中から毎月1回の会で一席演じさせて、真打や素人の客にまで批評させるというものだった。また、この会に出演が決まった演者に対して飯島がTBSの寮に呼び出し、飯島が後見役として顧問を務めていた東大落語研究会の5、6人の学生の前で演じさせた後に飯島がダメ出しして手直しをさせるという、二ツ目とはいえプロの落語家にとってみれば屈辱的なものであった。この企画に対しては圓生をはじめ、他の演者も辟易としていて、趣旨に呆れた古今亭志ん生・朝太（後の志ん朝）師弟は1回限りで以降は出演をしなかった。

そして、半年後にメンバーのひとりであった柳家小ゑん（後の立川談志）が飯島と衝突し、飯島の胸ぐらを掴んで「飯島、てめえ何様のつもりだ。プロの芸にド素人が口を出すな」と一喝した。同じくメンバーの春風亭とん橋（後の八代目春風亭小柳枝）と三遊亭朝之助（三代目三遊亭小圓朝門下、談志と同年齢で盟友でもあった）も酒気を帯びて会に現れるなど、傲慢な飯島に対する不満を露わにしていた。小ゑんに脅された飯島は圓生に泣きつき、小ゑん・とん橋・朝之助の除名を要求。さらに立場的に「圓生一門からも誰かを除名させないと折り合いが悪い」状態となってしまい、参加していた全生（後の五代目圓楽）は会のとりまとめ役であった事、好生は自殺しかねない繊細さを考慮され、結果的にさん生を除名せざるを得なくなったと、経緯を圓生の妻である山崎はなが本人に伝えている。さん生は「エリートから落ちこぼれになった」と最初は嘆いたが「古典一筋の会で新作などはご法度という会」から外された開放感もあり、自作の落語にのびのびと取り組めると前向きに考え、前述の『ジャズ息子』をネタ下ろしする契機につながったという。
- 圓生がさん生の真打昇進に反対した件については「古典落語ができないにも関わらず人気ばかりを考えている二つ目を真打にさせては落語家の恥だ」と圓生が考えてのことであり、この思想から林家こん平の真打昇進を快く思っていなかったことも、さん生本人に真打昇進をさせない理由と共に伝えている[21]。
- 圓生が落語三遊協会を設立した際も当初はついてゆくつもりであり、圓生からも「客受けの戦力」だからと評価を受けている。最終的に残留となったのには、直後のさん生自身の酒の失敗（酔った勢いで三代目古今亭志ん朝に計画を聴かされていなかったと愚痴をこぼし、それを聞いた志ん朝から圓生の元に「師弟一丸となってもらわないと困る」[注釈 2]と苦情が入った。この一件を圓生から聞かされた圓楽は烈火のごとく激怒し、さん生に電話をよこした）、弟弟子圓丈の忠告、好生の同意などが影響している[22]。
- この師弟間の決別を決定的なものにしたのは、さん生の酒による失敗が他の一門など外部におよんだことが圓生の耳に入ったことと、協会との対立が続いた圓生に精神的な余裕がなくなってしまったことが要因である。
- 圓生が死去した際に、訃報は当時立川談志の弟子であった談生（のちの鈴々舎馬桜）からその日の深夜に電話で知らされた。同じく破門されていた元弟弟子の春風亭一柳（好生、八代目正蔵門下へ移籍し客分となっていた）とともに自宅へ弔問に訪れている[注釈 3][23]。
- 2006年の大銀座落語祭で行われた落語会『六代目圓生トリビュート』には、兄弟弟子[注釈 4]に混じり川柳も出演している。

## 演目・出囃子

### 得意演目

#### ガーコン
軍歌やジャズを取り入れた漫談で、川柳の代表作とも言える演目。近代日本の世相や風俗を流行歌という観点から振り返る内容である。紹介される流行歌のうち多くを占めるのが第二次世界大戦期の軍歌で、『大東亜決戦の歌』『英国東洋艦隊潰滅』『空の神兵』『加藤隼戦闘隊』『ラバウル海軍航空隊』『月月火水木金金』『轟沈』『比島決戦の歌』『同期の桜』『若鷲の歌』などを実際に歌ってみせる。
題名の『ガーコン』は本編中のオチに出て来る足踏式脱穀機の動作音の擬態語に由来する。脱穀機のくだりで、登場人物の母親が父親に声援を送ると『大ガーコン』という演題に変わる。ガーコンの長講が大ガーコンとなるわけではなく、上演時間は関係ない。『ガーコン』と命名したのは前座時代の古今亭右朝で、それまでこの演目は「歌で綴る太平洋戦記」「昭和歌謡史」「歌は世につれ」などと表記されていた。
1970年頃に作った噺で、その後は寄席に出演する際はこの『ガーコン』ばかりを演じていた。全盛期には年に100回以上演じており、そのため寄席の上演回数の年間ランキングでは、『時そば』、『寿限無』、『金明竹』、『子ほめ』などの前座からベテランまで分け隔てなく演じられる定番ネタと、川柳のみが演じる『ガーコン』とが張り合っていた。
『ガーコン』は五代目柳家小せんが若手時代に川柳の許可を得て演じ、その後も引き続き高座にかけている。また古今亭右朝や立川談之助も演じたことがある。

#### ジャズ息子
『義太夫息子』を踏まえた川柳作の新作落語。終戦後、ジャズに熱狂する若者たちと、それに苦言を呈する父親のひと騒動。ジャズを根底から否定する父親は、自宅で義太夫の『摂州合邦辻』をうなるが、息子と友人たちは対抗して2階でジャズの『聖者の行進』を大音量で演奏する。義太夫とジャズ、両極端な2種類の口演が見どころである。なお三代目三遊亭金馬にも『ジャズ息子』という作品（古典落語『六尺棒』の改作で、粗筋や落ちは『六尺棒』そのままだが主人公の放蕩息子をジャズマニアという設定にしたもの）があるが、川柳川柳の『ジャズ息子』とは同名の別作品である。
少なくとも2011年頃から体力的な理由によりほとんど演じなくなっていた。
『ジャズ息子』は本人以外に、六代目五街道雲助、春風亭小朝、三代目橘家文蔵、四代目柳亭市馬がそれぞれ演じたことがある。

#### ラ・マラゲーニャ
二つ目時代に始めた芸で、寄席で主任の時に大喜利として演じていた。高座着の上からソンブレロにサラッペのいでたちでギターを抱えて『ラ・マラゲーニャ』を歌いながら艶笑小咄を展開する。
この芸でテレビやラジオにも大いに売れ、「落語界のアイ・ジョージ」と呼ばれたが、圓生に冷遇される原因ともなった。この芸が評価されて寄席の側から真打昇進の打診があったが、師匠の圓生が「あれは色物です」（「あんなものは落語ではない」という意味）と言って断ったため、昇進の話は流れた。

#### テレビアラカルト
『映画やぶにらみ』とも。

#### パフィーで甲子園
歴代甲子園の入場曲の曲名や歌っているグループの名前を川柳が貶す漫談。サゲにPUFFY『これが私の生きる道』の一節を歌うため上記のような題名がついた。

#### 東宝おまんこ事件
6代目三遊亭圓生の弟子であった時代のしくじりを漫談にした艶笑噺で、テレビ・ラジオでは放送できない作品。下ネタ厳禁の落語会「東宝名人会」で放送禁止用語の「おまんこ」を高座で喋ってしまい、師匠の圓生に厳しく叱責されるが、後日に圓生も高座でうっかり下ネタを喋って客を凍りつかせ、「あいつを叱る資格がない」と反省したというもの。
なお川柳は、『間男アラカルト』や『金魚ホステス』など、放送できない艶笑噺を他にも作っていた。

#### 首屋
古典落語で、金に困った男が自分の首を売りに出すという噺。川柳が古典落語をほとんど演じなくなった後も、この『首屋』だけは時折上演していた。

### 本人を題材にした演目
川柳川柳を題材とした新作落語が他の落語家によって作られている。川柳自身が演じることはない。

#### 川柳の芝浜
二代目快楽亭ブラックの新作落語で、古典落語『芝浜』の改作。主人公の魚屋を「大酒呑みで仕事を怠けている落語家」に置き換えたもので、この落語家のモデルが表題そのままに川柳川柳である。
作者の快楽亭ブラックは、古典の『芝浜』とは酒を悪者にして小市民的な幸せを掴むという内容で、酒好きな自分からすると許容しがたい噺で「大きらい」だと述べており、『川柳の芝浜』の結末は酒を悪者にしないように大きく変えられている。

#### 天使がバスで降りた寄席
三遊亭白鳥による新作落語で、消息不明だった伝説の落語家が潰れかけている寄席を救うという内容。主人公の落語家「にせ柳千竜」のモデルは川柳川柳で、その経歴や容姿（秩父出身、現在は柳家の一門にいるが元は三遊亭圓生の二番弟子、酒癖が悪く着物にソンブレロをかぶりギターを背負っている、など）は川柳川柳そのままである。

#### 寄席よりの使者
桃月庵白酒の新作落語。某国の内戦の調停役として、手違いから川柳川柳が呼ばれてしまい、川柳が『ガーコン』を演じて停戦を成立させるという内容。

#### 川柳いろはがるた
弟子の川柳つくしによる新作落語。川柳川柳の奇行をいろは48文字にまとめたもの。

#### エンショウへの道
川柳つくしによる新作落語。大名跡である三遊亭圓生を誰が継ぐかで紛糾（三遊亭圓生#7代目圓生襲名問題を参照）した結果、落としどころとして川柳川柳が襲名するという内容。

#### ある日の末廣亭
三遊亭はらしょうによる実話を落語にした新作落語。2010年、ある日の新宿末廣亭の出番に泥酔状態でやって来た川柳川柳と楽屋の前座たちの荒唐無稽な一夜を描いたドキュメンタリー落語。

### 出囃子
最後に使っていた出囃子は『三味線ブギ』であるが、過去には『さくら音頭』や『ヤットン節』を出囃子に使っていたこともある。また三遊亭さん生を名乗っていた頃には、自分で作曲した『さん生囃子』という出囃子を使っていた。

## 家族
妻1人、娘1人。妻はもともと飯島友治の取り巻きのひとりで、のちに川柳ならぬ俳句の先生（俳人）となり、東京やなぎ句会にゲストとして参加したこともある。「妻は俳人、夫も廃人」とよくからかわれるネタとなる。

## 弟子
- 川柳つくし

## 逸話
前座の内弟子として圓生宅で住み込み修行をしていた1957年頃、泥酔して深夜に書斎の書物机の上に褌を脱ぎ捨て、圓生宅の玄関の三和土に脱糞するという奇行に及んだ。酔っていて記憶がなく、何故そのようなことをしたのかわからないと本人は説明している。早朝に目覚めた川柳自身が真っ先に気が付いて玄関を清掃したため脱糞は隠蔽できたが、書斎の机に脱ぎ捨てた褌は回収する前に圓生に発見されてしまい、結局叱られた。その後7年か8年ほど経ち、テレビの『小川宏ショー』に出演した際に「ドッキリ企画」に引っ掛かり、物陰に圓生がいるとは知らずに脱糞の件の一部始終を喋ってしまった。褌のことしか知らなかった圓生は真相を知って大いに呆れたが、年月が経っていたことと数年前に新居に引っ越していたこともあり、それほど怒らなかったという。
『笑点』の前身番組『金曜夜席』の大喜利メンバーに選ばれていたが、初回のテレビ収録と地方での仕事がかち合ってしまいギャラの高い地方の仕事を選んで収録を欠席したため、『金曜夜席』の次回収録からは川柳に代わって林家こん平がメンバーに選ばれた。このことを逆恨みし根に持った川柳は生涯『笑点』を視聴しなかった。
出身地である埼玉県秩父市の落語会を干されていた。同じく秩父出身の林家たい平によると、かつて秩父で川柳の会が開かれた際、出演前に泥酔して寝てしまい、帯同していた前座（当時）の林家木久扇が代わりに3席演じて凌いだというトラブルがあったためだという。
ベロベロに酔ったまま浅草演芸ホールの高座に上がった。それを見た九代目桂文楽が激怒し前座に高座から下ろさせた。春風亭朝吉ら三人によって高座から下ろされ、そのまま仲入りとなった。
春風亭百栄は、当初川柳への弟子入りを希望していた。
ケチであり、立川談志がさん生に「奢ってくれと」言われて「持ち合わせがない」と断ったところ、「金を貸すから奢ってくれ」と頼まれたという。
秘書から川柳の高座の評判を聞いた河野洋平がお忍びで浅草演芸ホールに来たことがあったが、祝儀を差し入れることなく帰っていった。川柳はこのことを根に持ち、しばらく高座でこのことばかり話していた。それを聞いたのか、後日、河野が座敷に川柳を招き一席設けたところ「河野先生は実にきさくでいい人」となった。
1994年のある日、浅草演芸ホールの昼の主任を務める川柳は事前に飲酒し酩酊した状態で高座に上がったが、その際に話した漫談で「（川柳が）バスに乗った際に見かけた車椅子の乗客」のエピソードをかけたが、この話がいつの間にか「客席にいた車椅子の客を川柳が悪しざまに揶揄した」と楽屋話が膨れ上がってしまい、さらに「怒った客が寄席の従業員に抗議した」という尾鰭が付く話へと発展、この話が協会の理事会で当時会長であった小さんに伝わってしまったため、怒った小さんは「今年一杯、川柳は寄席に出すな」と7月から約半年間、寄席への出演停止処分が決まった。ところが人伝にこの話を聞いた古今亭志ん朝は話の真偽を疑い、寄席へ出向いて当時の状況を調査したところ、楽屋の話自体が事実無根でその日はこの様な客からの抗議はなく、さらに車椅子の客はいなかった事も判明した。その後、この事実が小さんにも伝わり寄席の出演停止処分は20日で撤回された。しかし、事前に寄席の出演停止が決まっていたことから快楽亭ブラックを中心に、9月に中野の会場で「川柳を救う会」という落語会が開かれることになり、前売りも始まっていたことからキャンセルはできず、この会は開かれたという。出演した川柳に客からは「もう寄席に出ているじゃないか」と野次が飛んだが、川柳は「みなさん、くれぐれも詐欺には気を付けてください」と返し、会場は大いに受けたという。この様に、志ん朝はしばしば川柳のピンチを救っていたことが川柳の著書により明かされている。
1994年10月8日、川柳に圓生ゆずりの古典落語『お祭り佐七』を演じさせるという名目のもと、古今亭右朝と川柳ファンクラブ（池袋秘密倶楽部）主催の落語会が木馬亭で開催された。当日の演目は、古今亭菊若が『首屋』、五街道雲助が『ジャズ息子』、右朝が『ガーコン』。得意演目を先に演じられてしまって最後に登場した川柳は困り果て、結局小噺しかできなかった。
弟子のつくしは入門後最初の噺として川柳から『八九升』を教わった後、『金明竹』を吹き込んだテープを渡された。もらったテープを聴いたところ、川柳の声の後ろで本のページをめくる音が入っていた。おそらく圓生全集を見ながら吹き込んだものと思われる。

## 著書
- 川柳川柳『天下御免の極落語 平成の爆笑王による“ガーゴン”的自叙伝』彩流社、2004年6月10日。ISBN 978-4-882-02894-9。 - 解説は元フジテレビアナウンサーの塚越孝
  - 川柳川柳『寄席爆笑王 ガーコン落語一代』河出書房新社〈河出文庫〉、2009年11月20日。ISBN 978-4-309-40988-7。 - 上記の文庫版
- 川柳川柳 著「特別寄稿 大ガーコン」、落語ファン倶楽部 編『新作落語傑作読本 (3)』白夜書房〈落語ファン倶楽部新書 7〉、2013年、251-289頁。ISBN 978-4-86191-995-4。

## CD
- 『川柳百席』第一弾・第二弾・第三弾（池袋秘密倶楽部）
- 『談志が選んだ艶噺し』（日本コロムビア、2000年）
  - （三）鈴々舎馬風「欣弥め」/川柳川柳「川柳のヰタ・セクスアリス」
  - （十三）三遊亭圓彌「包丁」/川柳川柳「間男アラカルト」
  - （十五）川柳川柳「青春エロばなし」/三遊亭鳳楽「なめる」
  - （十七）川柳川柳「金魚ホステス」/立川談四楼「氏子中」
- 『NHKCD新落語名人選』（ユニバーサルミュージック、2005年）